# Paks
Paks ([Pakš], německy Pachs nebo dříve Pax an der Donau) je okresní město stejnojmenného okresu v Maďarsku; leží v župě Tolna na pravém břehu Dunaje 110 km jižně od Budapešti. Městem prochází hlavní silnice č. 6 a při západním okraji města vede dálnice M 6. Podle sčítání v roce 2011 ve městě žilo 19 625 obyvatel. Na jižním okraji města se nachází Jaderná elektrárna Paks, jediná atomová elektrárna v Maďarsku, postavená v roce 1982.

## Název
Dnešní název pochází od maďarského křestního jména, objevuje se ve variantě Pakus a nejspíše vznikl ze jména Bakos. Převzat byl i do němčiny a dalších jazyků.

## Historie

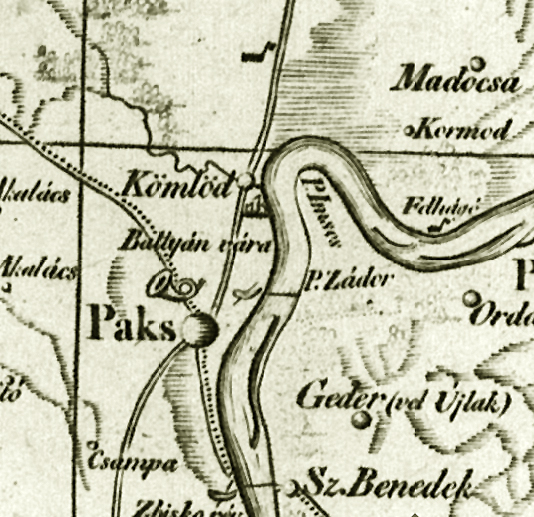
Paks na mapě z počátku 19. století.

Na místě severovýchodně od současného města se nacházelo římské osídlení, které bylo součástí linie Limes Romanus na Dunaji.
První písemná zmínka o názvu města (Paks) pochází ze 14. století (jako Pakus). Osada existovala i v období turecké okupace Uher, svědectví o její existenci přinesli dva cestovatelé ze 17. století, a to Heinricha Ottendorfa a Evliya Çelebi. Sídlo zde existovalo i pod Turky. Vedla tudy stará cesta podél Dunaje, která měla strategický význam, a proto zde Osmané nechali vybudovat i malé opevnění na kopci nad městem. Předpokládá se, že zde žily zhruba dva až tři tisíce lidí. Nakonec nicméně časté střídání vládců a neustálé střety donucovaly místní obyvatelstvo postupně Paks opouštět. V roce 1686 ustupující turecké vojsko tehdejší Paks nakonec zcela zpustošilo. 
V 18. století sem přišli bývalí vojáci, kteří město obnovili a poté i okolo roku 1720 i osadníci z dnešního Badenska-Württemberska. Díky tomu se Paks stal městem s tržním právem (maďarsky mezőváros) v roce 1730.

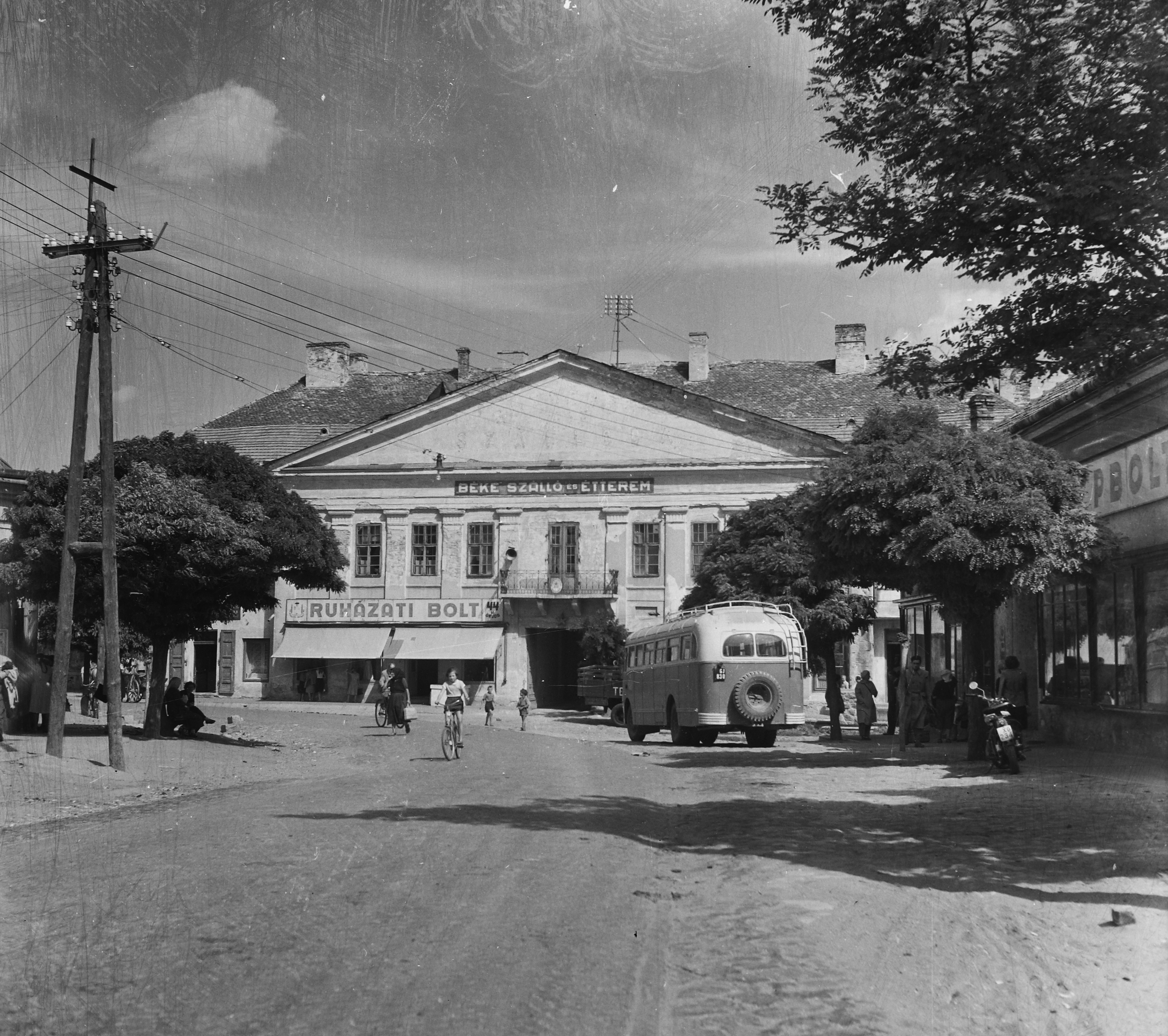
Střed města roku 1955.

Na mapách prvního vojenského mapování z konce 18. století je Paks patrný jako vesnice přiléhající svojí zástavbou k dunajskému břehu. Ze severní a jižní strany jej obklopovaly vinice. Zástavba tehdejšího Paksu se soustředila víceméně do okolí dnešního Svatoštěpánského náměstí (maďarsky Szent István tér). Rozšířování města v průběhu 19. století směrem od řeky je patrné na mapě vojenského mapování druhého z poloviny století. Roku 1870 sem z Dunaföldváru bylo přemístěno sídlo okresu. Roku 1875 tu byla otevřena první světská škola.
V roce 1896 byla do Paksu, resp. do lokality Dunakömlőd západně od města, u slepého ramene, zavedena železnice z Dunaföldváru. To umožnilo další rozvoj místního průmyslu (především potravinářského). Původní obyvatelstvo, které tvořili víceméně různí němečtí kolonisté, se postupněm času pomaďarštilo a splynulo se zbytkem regionu. Počet obyvatel Paksu překročil v této době metu deseti tisíc lidí. Vznikla také řada reprezentativních budov; místní katolický kostel byl dokončen roku 1901. Luteránský kostel byl dokončen roku 1884.
V meziválečném období vznikla u Paksu cihelna.
Po druhé světové válce byl místní průmysl znárodněn. Hlavním zaměstnavatelem se stala místní konzervárna. Později (v roce 1967) padlo rozhodnutí zde postavit atomovou elektrárnu. V souvislosti s ní došlo k růstu počtu obyvatel a na jihozápadním okraji Paksu vyrostlo nové sídliště (maďarsky Lakótelep). Roku 1978 získal Paks statut města. Do roku 1990 zde žilo již dvacet tisíc obyvatel a na této metě se přibližně zastavil i v první polovině 21. století.

## Kultura a pamětihodnosti
Ve městě jsou dva chrámy, kostel Ježíšova srdce z roku 1901 a kostel svatého Ducha, který v roce 1987 navrhl moderní architekt Imre Makovecz. Další pamětihodností je Szeniczey-kúria, kde pobýval obrozenský politik Ferenc Deák. 
Do roku 2000 se v budově místního nádraží nacházelo také železniční muzeum. Návštěvnické centrum atomové elektrárny zahrnuje také Muzeum atomové energie. V centru města se nachází také městské muzeum, které sídlí v bývalém paláci rodu Cseh-Vigyázó. Severně od Paksu leží archeologické naleziště s názvem Lussonium. Nedaleko od středu města lze najít i náměstí Sárgödör tér s historickými domy s vinnými sklepy. Lokalita je oblíbená mezi návštěvníky města. Lokalita je památkově chráněná od roku 1999.
Od roku 1979 má město své kulturní centrum, které nese název Csengeye Dénese. Každoročně v červenci se koná Gastroblues Festival. 

## Životní prostředí a zeleň
Severovýchodně od města se nachází přírodní park Imsósi erdő, který tvoří především lužní lesy na břehu Dunaje. Zahrnují také bývalý ostrov Imsós, který zanikl někdy na počátku 19. století. V centru města ještě existuje Tancsicsův park.
V centru města se také nachází promenáda okolo Dunaje.

## Ekonomika

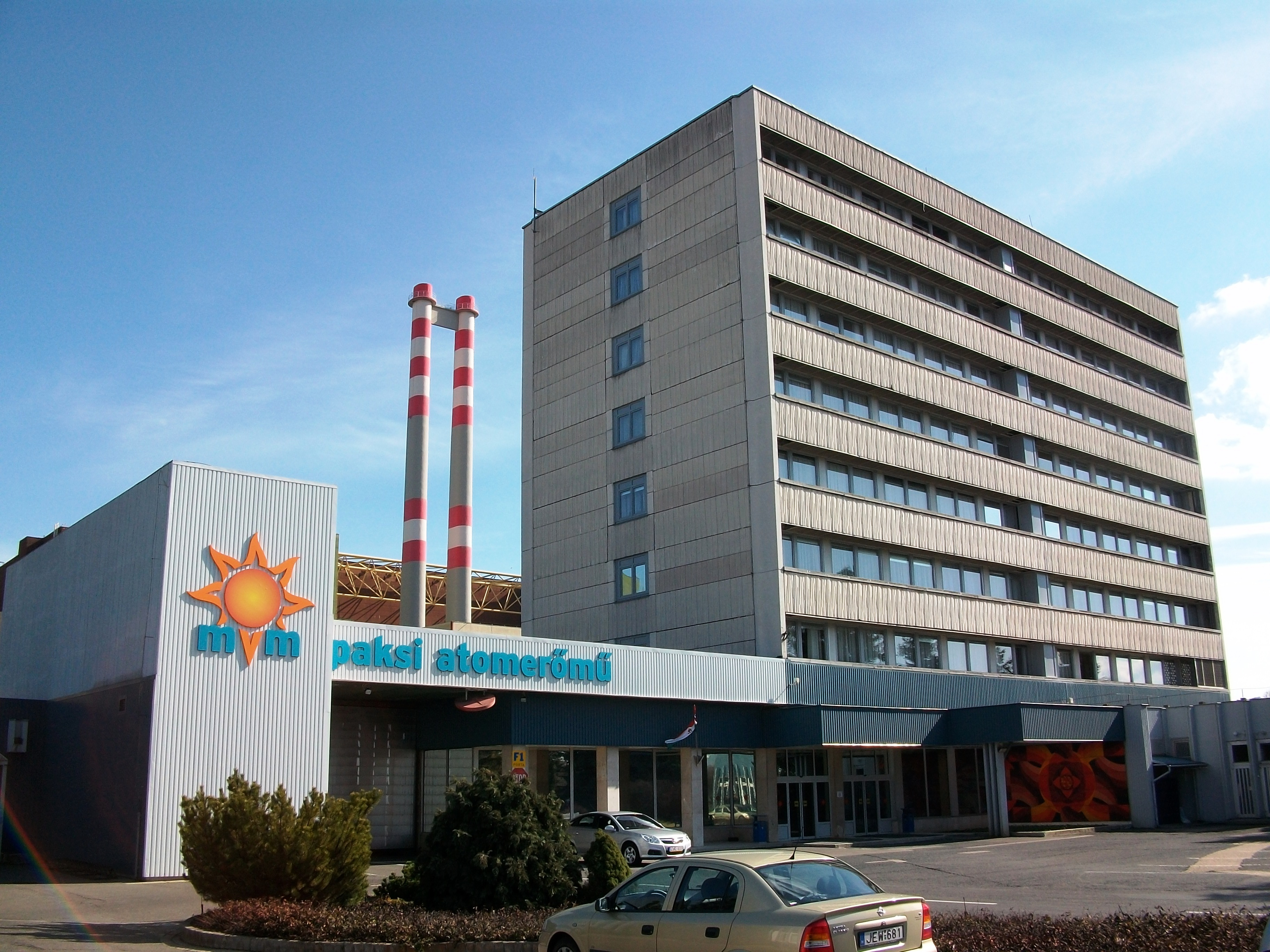
Hlavní vstup do jaderné elektrárny se správní budovou.

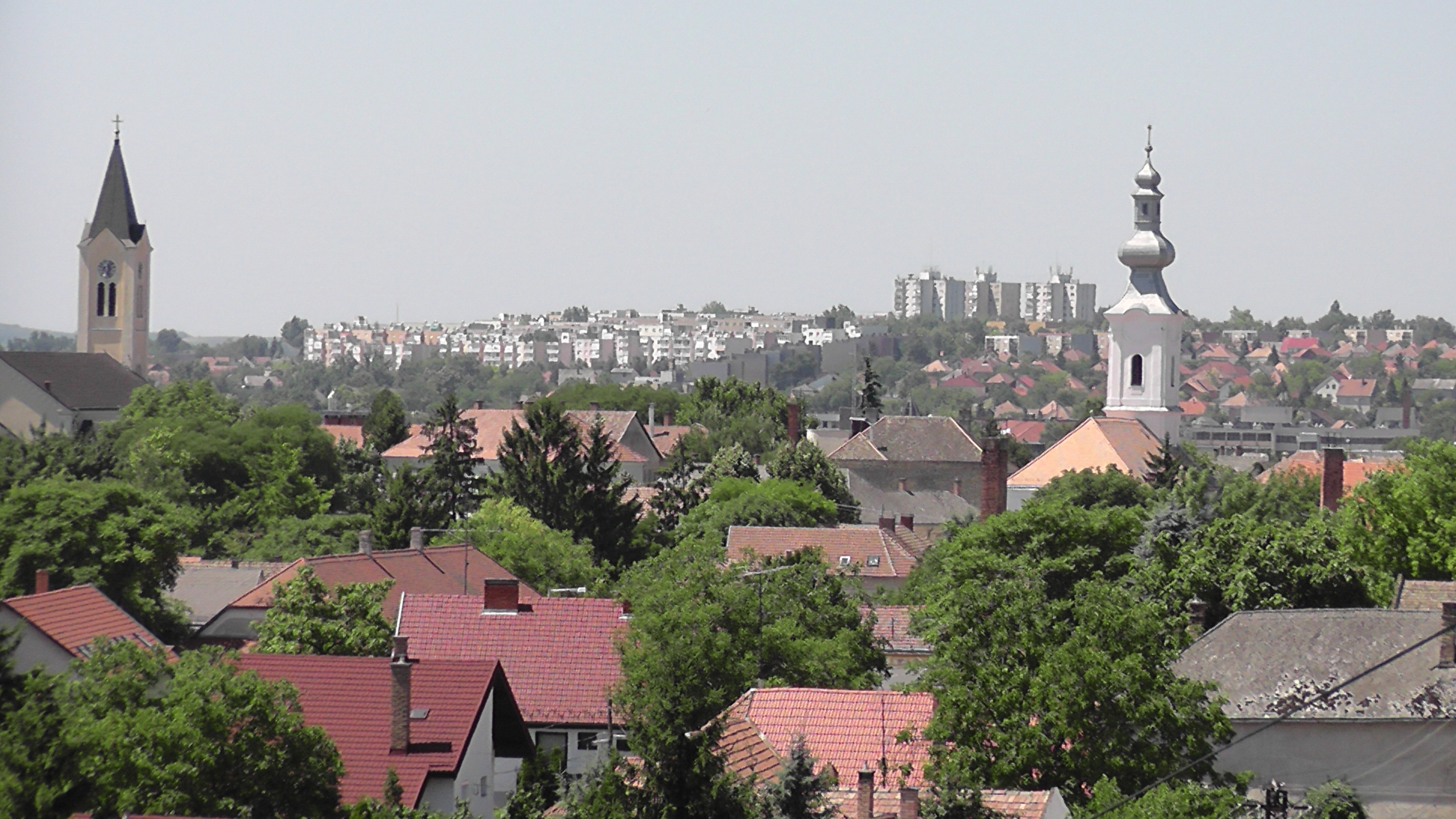
Věže kostelů a sídliště v pozadí.

Atomová elektrárna je dominantním zaměstnavatelem ve městě. Tradičním odvětvím pro místní je i nadále vinařství a zemědělství. Na jižním okraji Paksu se rozkládá také velká průmyslová zóna, kterou tvoří hlavně logistické areály. Sídlila zde např. společnost Alisca Bau.

## Doprava
Město je z maďarské metropole Budapešti dostupné po dálnici M6. Ve stejném směru vede také silnice celomaďarského významu č. 6, která prochází samotným středem Paksu. Hlavnímu náměstí se nicméně vyhýbá po obchvatu, který vede (stejně jako trať) na břehu Dunaje.
Z nedalekého města Dunaföldvár také vede do Paksu železniční trať. Ta probíhá po protipovodňovém valu na břehu Dunaje a končí v jaderné elektrárně. Prodloužení železniční trati bylo uskutečněno pro potřeby výstavby a provozu elektrárny, trať nicméně původně končila na okraji Paksu. Vzniklo tak nové nádraží přímo ve městě (stanice Paks-Dunapart).
Na severním okraji města se nachází přístav, kde je v provozu přístav do nedaleké vesnice Gederlak na druhém břehu Dunaje. Veletok není v blízkosti samotného Paksu přemostěn.

## Sport
V Paksu sídlí basketbalový klub Atomerőmű Sportegyesület, čtyřnásobný mistr Maďarska. Má svůj vlastní fotbalový/atletický stadion na okraji města. 
Sídlí zde také klub Paksi FC, který hraje fotbal.
Nový fotbalový stadion (PSE) byl postaven na severním okraji Paksu.

## Rodáci
- Ignaz Trebitsch-Lincoln, britský politik a špion
- Antal Kovács, judista (* 1972)
- Alexander Reichardt (1825–1885), rakouský operní zpěvák
- Marco Großkopf (1877–1937), dirigent a divadelní režisér
- István Horváth (* 1935), politik
- Antal Kovács (* 1972), judista
- Ákos Braun (* 1978), judista

## Partnerská města
- Galanta, Slovensko
- Gubin, Polsko
- Gornji Vakuf, Bosna a Hercegovina
- Loviisa, Finsko
- Novovoroněž, Rusko
- Reichertshofen, Německo
- Târgu Secuiesc, Rumunsko
- Vyškovo, Ukrajina